# Кок, Йохан
Йохан (Иоганн, Иван) Кок (фин. Johan Kock, 4 июня 1861, Гельсингфорс — 13 апреля 1915, Мичиган, США) — финский революционер.

## Биография
По окончании военного училища служил в качестве офицера в 8-м Выборгском финском стрелковом батальоне. В 1896 году вышел в отставку в чине штабс-капитана. Был членом финляндской Социал-демократической партии.
30(17) октября 1905 года в день объявления всеобщей забастовки в Гельсингфорсе забастовочный комитет предложил Коку возглавить вновь образовавшуюся «национальную гвардию» (впоследствии называвшуюся «красной гвардией»). В октябре 1905 «национальная гвардия» заменила полицию и поддерживала порядок в Гельсингфорсе.
Продолжал оставаться начальником Красной гвардии и после того как от неё отделились шведско-финские националисты, образовавшие «белую гвардию». В 1906 г., во время Свеаборгского восстания выпустил от своего имени воззвание с призывом к всеобщей забастовке. После подавления восстания скрылся в Швецию, затем через Великобританию эмигрировал в Америку.